# Tažovice
Tažovice jsou malá vesnice, část obce Volenice v okrese Strakonice v Jihočeském kraji. Nachází se asi 2,5 kilometru jihovýchodně od Volenic. Je zde evidováno 40 adres. V roce 2011 zde trvale žilo 79 obyvatel. Ves Tažovice s tvrzí existovala již v roce 1360.
Tažovice jsou také název katastrálního území o rozloze 3,46 km². V katastrálním území Tažovice leží i Tažovická Lhota.

## Historie
První písemná zmínka o vesnici pochází z roku 1360.

## Obyvatelstvo
| Rok            | 1869 | 1880 | 1890 | 1900 | 1910 | 1921 | 1930 | 1950 | 1961 | 1970 | 1980 | 1991 | 2001 | 2011 | 2021 |
| -------------- | ---- | ---- | ---- | ---- | ---- | ---- | ---- | ---- | ---- | ---- | ---- | ---- | ---- | ---- | ---- |
| Počet obyvatel | 279  | 265  | 240  | 220  | 219  | 239  | 237  | 166  | 173  | 162  | 129  | 90   | 89   | 79   | 84   |
| Počet domů     | 32   | 32   | 32   | 32   | 32   | 32   | 35   | 37   | 70   | 33   | 30   | 36   | 36   | 37   | 37   |

## Obecní správa
Při sčítání lidu v letech 1850–1980 Tažovice byly samostatnou obcí v okrese Strakonice. Od 1. dubna 1980 jsou částí obce Volenice v okrese Strakonice. V letech 1850–1929 a v letech 1961–1980 k obci patřily Ohrazenice a v letech 1850–1980 také Tažovická Lhota.

## Pamětihodnosti
Významným, památkově chráněným objektem je chátrající barokní tažovický zámek se zahradou v západní části vesnice. Tažovice protíná Novosedelský potok, který je zde překlenut mimo jiné starým dvouobloukovým kamenným mostem se sochou Jana Nepomuckého z roku 1771 a výklenkovou kapličkou. Další historickou stavbou je kaple na návsi. Tažovický jinan a Tažovický platan v zámeckém parku jsou chráněny jako památné stromy. Další památný strom, Tažovická lípa rostě ve svahu nad zámkem, vlevo od silnice ve směru Ohrazenice.

## Galerie

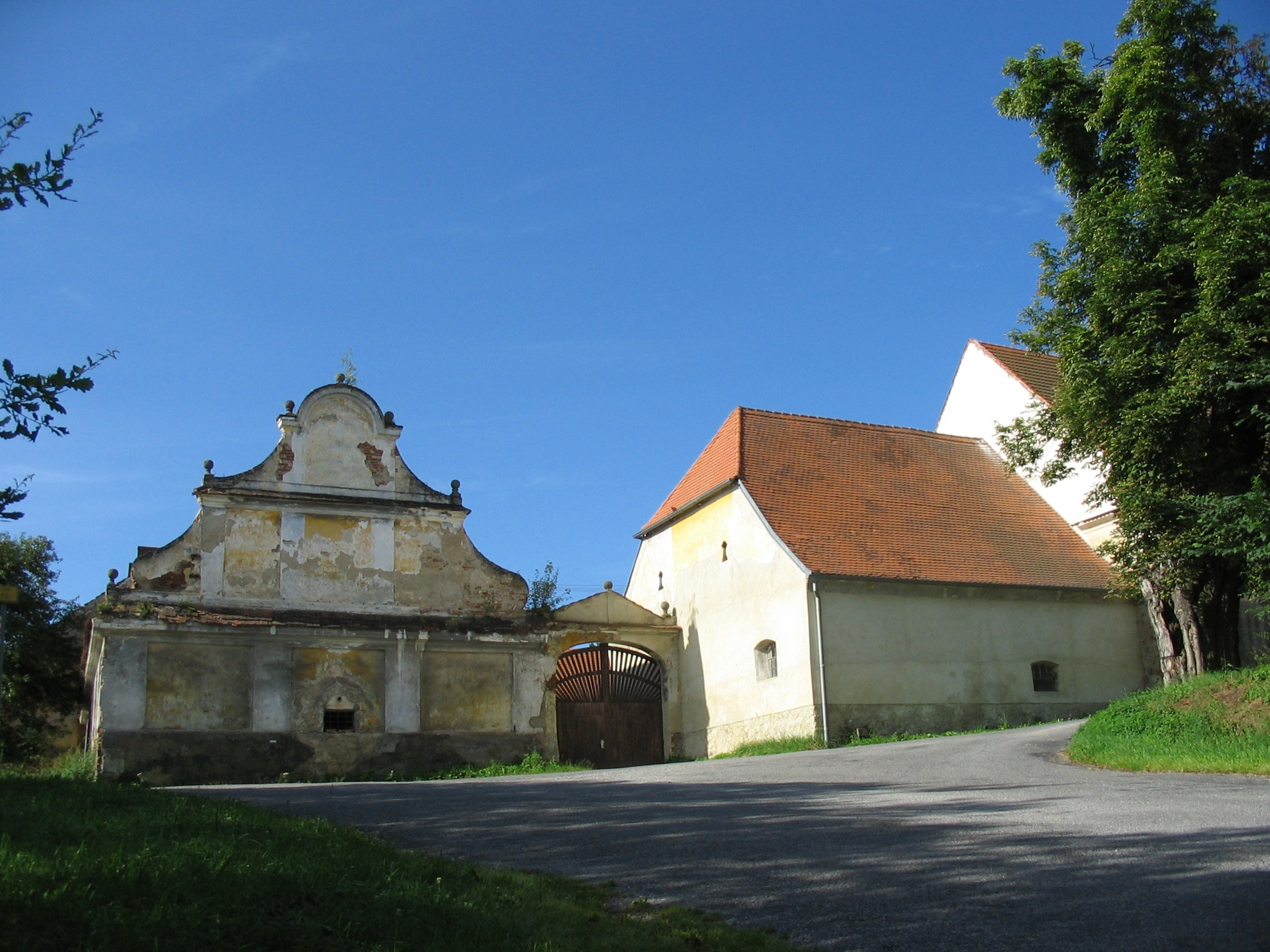
Severovýchodní část zámku
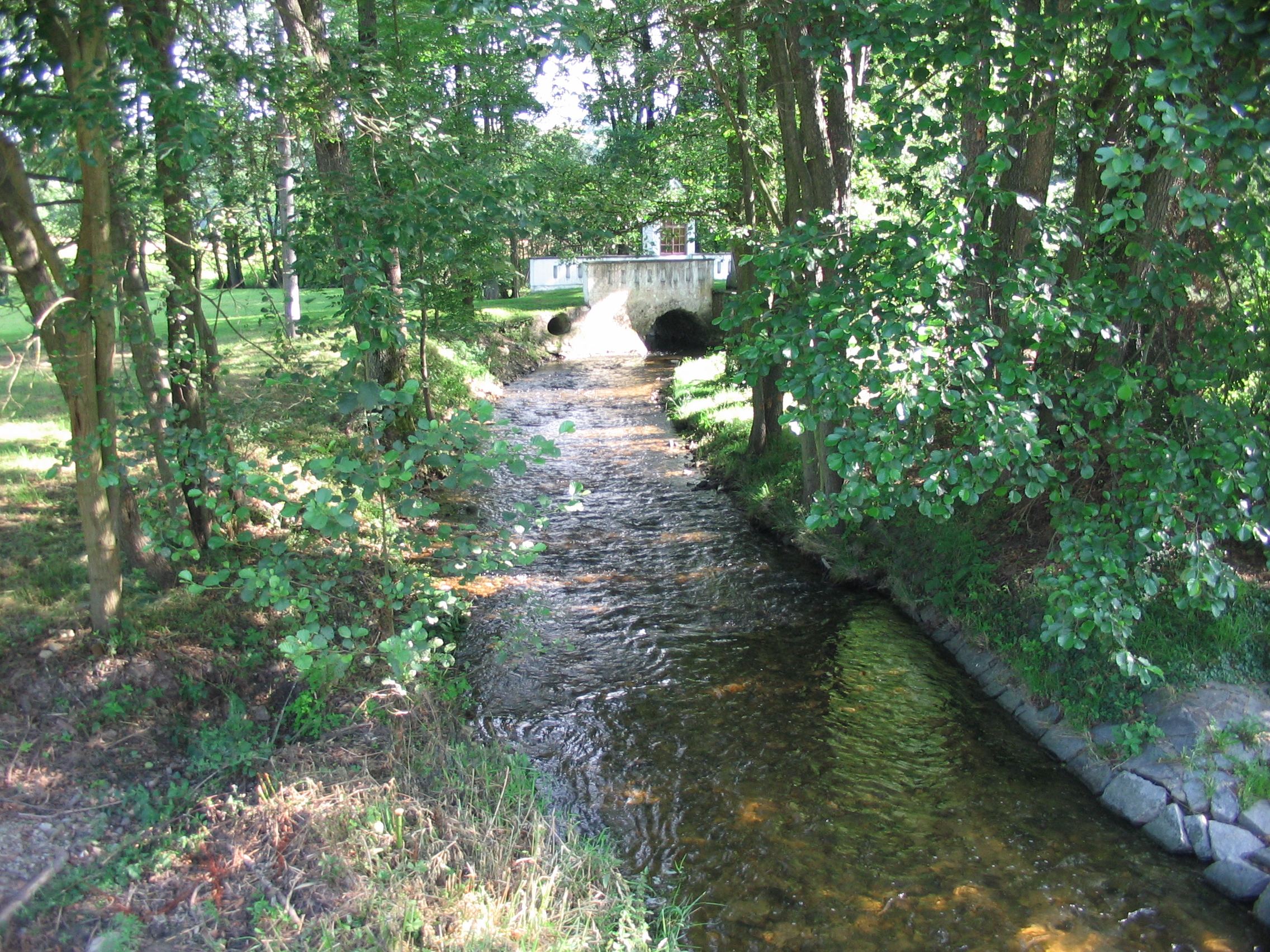
Novosedelský potok s kamenným mostem v pozadí